# Kaliumjodide
Kaliumjodide is een wit kristallijn anorganisch zout met als brutoformule KI. Het wordt gebruikt in de fotografie en in de radiotherapie. Als bron van jodide-ionen wordt het vaker gebruikt dan natriumjodide, omdat het veel minder hygroscopisch is.
De stof is opgenomen in de lijst van essentiële geneesmiddelen van de WHO.

## Synthese
Kaliumjodide kan bereid worden door reactie van kaliumhydroxide met di-jood:
{\displaystyle {\ce {6KOH + 3I2 -> 5KI + KIO3 + 3H2O}}}
Het daarbij ontstane kaliumjodaat kan ook worden omgezet naar kaliumjodide door een carbothermische reductie:
{\displaystyle {\ce {2KIO3 + 3C -> 2KI + 3CO2}}}
Zeer zuiver kaliumjodide kan bereid worden uit waterstofjodide en kaliumwaterstofcarbonaat:
{\displaystyle {\ce {KHCO3 + HI -> KI + H2O + CO2}}}

## Eigenschappen en reacties
Kaliumjodide is een typisch ionair zout. Omdat jodide-ionen milde reductoren zijn, wordt het zout vrij gemakkelijk geoxideerd tot di-jood. Kaliumjodide wordt wegens die oxidatie dan ook langzaam geel bij langdurig contact met vochtige lucht. In oplossing gaat die reactie een stuk sneller, vooral in zuur milieu, wegens de vorming van waterstofjodide, een sterke reductor.
Ook de andere halogenen, zoals dichloor, kunnen jodide-ionen oxideren:
{\displaystyle {\ce {2KI + Cl2 -> 2KCl + I2}}}
Kaliumjodide vormt tri-jodide-ionen bij behandeling met di-jood, waardoor di-jood beter oplosbaar wordt in water:
{\displaystyle {\ce {KI + I2 -> KI3}}}
of netter, in water zijn ionofore stoffen in ionen gesplitst:
{\displaystyle {\ce {KI (s) ->[][H2O] K+ (aq) + I- (aq)}}}
gevolgd door:
{\displaystyle {\ce {I- + I2 <=> I3- (aq)}}}
Dit evenwicht ligt voor jood sterk naar rechts. Di-jood is als neutrale, apolaire moleculaire stof die slecht oplosbaar is in water.  De vorming van het tri-jodide-ion heeft tot gevolg dat de oplosbaarheid (uitgedrukt als analytische concentratie) van di-jood in waterige oplossingen veel groter wordt. In de biologie wordt vaak gebruikgemaakt van dit verschijnsel, al is het in die tak van de wetenschap gebruikelijk om te spreken van een I2KI-oplossing of lugol.

## Fysische eigenschappen
Kaliumjodide komt voor als kleurloze kristallen of een wit kristallijn poeder. Het is licht hygroscopisch en heeft een bitterzoute smaak. Aan de lucht wordt het langzaam geel wegens het ontstaan van di-jood (samen met kleine hoeveelheden kaliumjodaat).

## Toepassingen

### In de scheikunde
Kaliumjodide wordt gebruikt bij de synthese van zilverjodide, dat in de fotografie toegepast wordt.
{\displaystyle {\ce {KI + AgNO3 -> AgI + KNO3}}}
Het wordt vaak gebruikt als een bron van jodide-ionen in de organische synthese. Een voorbeeld hiervan is de bereiding van aryljodiden uit aryldiazoniumzouten (Sandmeyer-reactie). In de Finkelstein-reactie kan het als alternatief voor natriumjodide worden gebruikt.

### In de voedingsindustrie
Het wordt in kleine hoeveelheden toegevoegd aan tafelzout om er gejodeerd zout te maken. Dit wordt onder andere verwerkt in brood.

### In de geneeskunde
In verzadigde oplossing wordt kaliumjodide toegepast als expectorans bij de behandeling van longcongestie en als schimmeldodend middel bij de behandeling van sporotrichose. Samen met di-jood wordt het soms toegediend om keelpijn te verlichten.
Kaliumjodide werd in 1982 door de FDA goedgekeurd als middel om de schildklier te beschermen tegen radioactief jodium, dat kan vrijkomen bij een kernramp. De radio-isotoop 131I is namelijk een belangrijk bijproduct van kernsplijting en is gevaarlijk omdat het zich opstapelt in de schildklier, hetgeen kan leiden tot schildklierkanker. Toedienen van niet-radioactief jodide verzadigt de schildklier met jodium, waardoor het radioactieve jodium zich niet kan opstapelen.

### Andere toepassingen
Kaliumjodide wordt, in combinatie met di-jood, gebruikt bij het etsen van goud.